# Халиченко, Александра Васильевна
Александра Васильевна Халиченко (1911, Юнаковка, Харьковская губерния — 1989, Нижний Тагил, Свердловская область) — электросварщица Уралвагонзавода, город Нижний Тагил Свердловской области.

## Биография
Родилась в 1911 году в селе Юнаковка (ныне Сумского района Сумской области Украины) в крестьянской семье. Украинка.
Трудовой путь начала в 1929 году с профессии домработницы и чернорабочей.
В 1933 году пришла работать на Харьковский паровозостроительный завод. Освоила профессию сварщицы. За участие в производстве первых танков Т-34 награждена орденом Трудового Красного Знамени.
В 1941 году в составе первого эшелона эвакуировалась в город Нижний Тагил, на Уралвагонзавод. В совершенстве овладела профессией сварщицы: за 30 минут сваривала корпус танка, причем её технологическая операция была самой трудоемкой и сложной в цехе. За годы войны заварила 60 000 погонных метров швов.
Как опытный мастер была переведена в инструкторы по сварке. Обучила своей профессии множество молодых рабочих, особенно в послевоенные годы.
Указом Президиума Верховного Совета СССР от 7 марта 1960 года в ознаменование 50-летия Международного женского дня, за выдающиеся достижения в труде и особо плодотворную общественную деятельность Халиченко Александре Васильевне присвоено звание Героя Социалистического Труда с вручением ордена Ленина и золотой медали «Серп и Молот».
Работала на заводе до выхода на пенсию в 1963 году. Неоднократно избиралась депутатом районного и городского Советов трудящихся.
Жила в городе Нижний Тагил. Скончалась в 1989 году.
Награждена орденами Ленина, Трудового Красного Знамени, медалями.